# Bartłomiej Adamus
Bartłomiej Stefan Adamus (ur. 12 maja 2000 w Opocznie) – polski sztangista, uczestnik Letnich Igrzysk Olimpijskich 2020. 
Reprezentuje klub CWZS Zawisza Bydgoszcz (od połowy 2019 roku). Jest wychowankiem Opocznianki Opoczno. Startuje w kategorii do 96 kg. W czasie Mistrzostw Europy w Podnoszeniu Ciężarów 2021 zdobył brązowy medal w podrzucie. Na Letnich Igrzyskach Olimpijskich 2020 zajął siódme miejsce. Na mistrzostwach świata juniorów w podnoszeniu ciężarów w 2019 roku (rozegranych w Suvie) zdobył brązowy medal w kategorii do 89 kilogramów.

## Wyniki olimpijskie
| Igrzyska   | Miejsce | Kategoria | Wynik  |
| ---------- | ------- | --------- | ------ |
| Tokio 2020 | 7.      | do 96 kg  | 360 kg |